# High Hopes (filme)
High Hopes (Grandes Ambições (título em Portugal) ) é um filme de 1988 dirigido por Mike Leigh, sobre uma família de classe operária de Londres.
Apesar de se manter fiel ao estilo realista de Leigh, o filme acaba por ser uma comédia social acerca dos choques culturais entre as várias classes sociais e sistemas de valores. Num dos extras incluídos no lançamento em DVD do seu filme Naked, Leigh afirma que High Hopes é uma filme acerca da dificuldade de se ser socialista.

## Sinopse
O filme centra-se principalmente em Cyril Bender (Philip Davis), um mensageiro de motorizada, e na sua namorada Shirley (Ruth Sheen).
Cyril é um socialista da velha guarda, o que leva a frequentes discussões com a sua idosa mãe (que apesar de ser de classe operária e de viver numa casa camarária, vota nos Conservadores); com os novos vizinhos yuppies desta, os Boothe-Braines (que compraram a casa ao lado quando da privatização das habitações camarárias); e com Valerie, a sua irmã ambiciosa e o marido desta, Martin Burke, um vendedor de automóveis.

## Elenco
- Philip Davis...........Cyril Bender
- Ruth Sheen...........Sheila Bender
- Edna Doré.............Mrs. Bender (mãe de Cyril)
- Heather Tobias......Valerie Burke
- Philip Jackson.......Martin Burke
- Lesley Manville......Laetitia Boothe-Braine
- David Bamber........Rupert Boothe-Braine

## Prémios
- 1988: Festival de Veneza - Mike Leigh (Prémio FIPRESCI)
- 1989: European Film Award -  Sheila Bender (Melhor Atriz)
- 1989: European Film Award - Edna Doré (Melhor Papel Secundário)
- 1989: European Film Award - Andrew Dickson (Melhor Compositor)
- 1990: Evening Standard British Film Awards - Mike Leigh (Prémio Peter Sellers para Comédia)